# Fort Lisa
Fort Lisa (1812-1823) foi um entreposto comercial aberto pelo comerciante de peles Manuel Lisa, próximo aonde hoje esta localizada a cidade de North Omaha, em Nebraska, Estados Unidos da América. Este local marca o início da colonização por europeus do estado de Nebraska The site of Fort Lisa is located at 11808 John J Pershing Drive in the northwest corner of Hummel Park, north of Florence. The fort traded in furs, cattle, horses and land, and served as a base from which Manuel Lisa acted as a subagent to neighboring tribes for the federal government.